# Liste des comtes d'Amiens
Les comtes d'Amiens dominaient l'Amiénois. Le comté d'Amiens exista de la fin du IXe siècle à 1185, date à laquelle, il fut rétrocédé au roi Philippe Auguste par Adélaïde de Vermandois

## Comtes carolingiens
- Sigebert (613), comte de Ponthieu
- Thierry Ier (640), comte de Ponthieu, fils du précédent
- Marie épouse Walmar, comte de Boulogne et de Ternois (656-688), fils des précédents
- Thierry II, comte de Ponthieu (730-734), fils du précédent
- ? ép. Walbert VIII (+ 762), fils du précédent, comte de Lommois puis de Ponthieu
- Gauzbert Ier, premier comte d’Amiens (cité 838), fils des précédents
- Ingelwin (~850), fils du précédent, comte d’Amiens
- Béranger Ier, frère cadet du précédent, comte d’Amiens (856-857)
- Béranger II, fils du précédent, comte d’Amiens (890)
- Ermenfroi (avant 895-919), fils du précédent, comte d’Amiens, possiblement de Vexin et de Valois
- Francon d'Amiens, frère du précédent, grand prieur puis abbé de l'abbaye Saint-Pierre de Corbie
- Hildegarde d’Amiens († 926), probablement fille ou sœur d'Ermenfroi, épouse de Raoul Ier de Vexin, comte de Bourges, d’Amiens, de Vexin, de Valois et d’Ostrevent[1]

## Maison de Valois-Vexin-Amiens
La Maison de Valois-Vexin-Amiens serait issue de Gisèle, fille de l'empereur Louis le Pieux et d'Évrard de Frioul
915-926 : Raoul Ier († 926), comte d'Amiens, de Vexin et de Valois 
marié vers 924 à Hildegarde, probablement fille et héritière d'Ermenfroi,
926-941 : Raoul II de Vexin, comte d'Amiens, de Vexin et de Valois, fils du précédent
marié à Lietgearde
941-944 : Eudes de Vermandois, comte d'Amiens par usurpation, fils d'Herbert II de Vermandois, chassé en 944
944-945 : Herluin de Montreuil († 945), comte de Montreuil
945- après 992 : Gautier Ier de Vexin, comte d'Amiens, de Vexin et de Valois, probablement frère de Raoul II
marié à Adèle, probablement fille de Foulque II d'Anjou
avant 998- après 1017 : Gautier II de Vexin dit  Gautier le Blanc, comte d'Amiens, de Vexin et de Valois, fils du précédent
marié à Adèle
avant 1024-1035 : Dreux de Vexin, comte d'Amiens et de Vexin, fils du précédent
marié à Godgifu, fille d'Æthelred II de Wessex. Dreux de Vexin (990-1000, mort le 2 juillet 1035) hérita de son père le comté d'Amiens, tandis que son frère Raoul III de Vexin héritait des comtés de Valois et de Vexin.
1035-1063 : Gautier III, fils du précédent; comte d'Amiens, de Vexin et du Maine;
marié à Biota du Maine. Gautier III mourut sans postérité, le comté d'Amiens revint à son oncle, Raoul IV de Vexin encore nommé Raoul III de Valois ou Raoul de Crépy.
1063-1074 : Raoul IV, comte de Valois, puis de Vexin et d'Amiens, cousin du précédent, fils de Raoul III (comte de Valois, fils de Gautier II) et d'Alix
marié en premières noces à Adèle, comtesse de Bar-sur-Aube
marié en secondes noces à Haquenez
marié en troisièmes noces à Anne de Kiev
1074-1077 : Simon de Vexin († 1080), fils du précédent et d'Adèle, comtesse de Bar-sur-Aube ; comte de Valois, puis de Vexin et d'Amiens.
En 1077, Simon se fit moine et partagea ses possessions. Le Valois revient à sa sœur Adèle de Crépy épouse d'Herbert IV de Vermandois, Amiens est réuni à la Couronne, et le Vexin est partagé entre le duc de Normandie et le roi de France.
Simon de Vexin donna le comté d'Amiens à sa cousine Adèle de Vexin, fille de Dreux de Vexin.

## Maison de Boves
Le second fils d'Adèle de Vexin et d'Albéric de Coucy, Dreux de Parpes, hérita de la seigneurie de Boves et du comté d'Amiens
Dreux de Boves ou Dreux de Parpes (mort le 22 février 1071), second fils d'Albéric de Coucy et d'Adèle de Vexin, dame de Boves. Il serait mort à la bataille de Cassel. 
1085-1116 : Enguerrand de Boves (env. 1042 - 1116), fils de fils de Dreux de Parpes. Seigneur de Boves et comte d'Amiens, il épousa en premières noces, Adèle de Marle (~1030 - 1095/1106), dame de Marle, Coucy, La Fère et Vervins. En secondes noces, il épousa Sibylle de Château-Porcien (1065-1116). Il devint Comte d'Amiens du chef de sa grand-mère Adèle de Boves, femme de Raoul IV.  
1116-1118 : Thomas de Marle (1078 - 1130), fils d'Enguerrand de Boves
1146-1191 : Robert II de Boves (? - 1191), fils de Thomas de Marle, seigneur de Boves et comte d'Amiens. Il se maria avec Béatrix de Saint-Pol, fille de Hugues II de Campdavaine, comte de Saint-Pol et d'Elissende de Ponthieu, qui apporta le comté d'Amiens en dot.

## Maison de Vermandois
Le comté d'Amiens confisquée par Louis VI, roi de France, à la maison de Boves et confié en 1118 à :
Adélaïde de Vermandois (v.1062 † 1122), veuve d'Hugues Ier de Vermandois, frère du roi Philippe Ier qui épousa en secondes noces, Renaud II de Clermont (1075-vers 1152). Adélaïde de Vermandois, fille d'Herbert IV et d'Alix de Valois (Adèle de Crespy), elle-même fille de Raoul IV de Vexin et sœur de Simon de Vexin. Son mari Renaud II de Clermont, prit le titre de comte d'Amiens. Adélaïde donna l'Amiénois en dot à sa fille Marguerite.
- Jusqu'en 1152 : Raoul Ier de Vermandois, fils d'Hugues Ier de Vermandois et d'Adélaïde de Vermandois. Selon certains auteurs, il donna le comté d'Amiens en dot à sa fille Élisabeth de Vermandois, qui épousa Philippe d'Alsace en 1156. Selon d'autres auteurs, Raoul II de Vermandois aurait régné sur le comté d'Amiens jusqu'à sa mort en 1164[2].
- 1156 ou 1164 – 1185 : Philippe d'Alsace et Élisabeth de Vermandois, fille de Raoul Ier. À la mort d'Élisabeth de Vermandois (1183), Philippe d'Alsace conserva les fiefs apportés par son épouse, au mépris des droits d'Éléonore de Vermandois, sœur d'Élisabeth. En 1185, par le Traité de Boves, il dut néanmoins céder le comté d'Amiens  (et la plus grande partie du Vermandois) au roi Philippe Auguste, qui avait convaincu Éléonore de Vermandois de lui céder ses possessions[3].

## Maison de Clermont-en-Beauvaisis
1118-1127 : Marguerite de Clermont et Charles de Danemark, comte de Flandre. Marguerite de Clermont, fille de Renaud II de Clermont et Adélaïde de Vermandois, fut dotée du comté d'Amiens et l'apporta à son mari Charles de Danemark (vers 1083 - 2 mars 1127).
1127-1131 : Marguerite de Clermont et Hugues II de Saint-Pol. Marguerite de Clermont, veuve de Charles de Danemark, s'est remarié avec Hugues II de Saint-Pol.
1131-???? : Marguerite de Clermont, veuve de Hugues II de Saint-Pol, se remarie avec Baudoin d'Encre, qui ne semble pas avoir porté le titre de comte d'Amiens.
Béatrix de Saint-Pol, fille de Hugues II de Saint-Pol et Elissende de Ponthieu héritière du comté d'Amiens.